# 鉄道ジオラマ王国建設計画
鉄道ジオラマ王国建設計画（てつどうジオラマおうこくけんせつけいかく）は、MONDO21（現・MONDO TV）で2009年10月から12月まで放送された鉄道番組。30分番組・全13回。

## 出演者
- SUPER BELL"Z
  - 野月貴弘
  - 土屋基
- 長尾麻由

## 放送内容
実際に鉄道ジオラマを1から制作して完成させる事が目的である。またジオラマの題材として、実際の鉄道路線（江ノ島電鉄）のロケハンや、「国際鉄道模型コンベンション」「鉄道の日」等のイベント取材も行った。
実際には番組収録期間内にジオラマを完成させることが難しくなり、プロのジオラマ作家（矢幅貴至（当時ディディエフ所属、2015年現在はポポンデッタクラフト所属））等にも手伝ってもらっている。
| 回数 | タイトル                   |
| ---- | -------------------------- |
| #1   | 始動!野月プロジェクト!!    |
| #2   | 完成??敷設計画             |
| #3   | 「完成!?第1ジオラマ区画」  |
| #4   | 「動き出した"鉄"道場」     |
| #5   | 「奇跡!?達人パワー」       |
| #6   | 「模型を捨てよ町へ出よう」 |
| #7   | 「見たぞ!!第二区画」       |
| #8   | 「鉄道の日で無礼講」       |
| #9   | 「地面GO!GO!GO!」          |
| #10  | 「土屋の唄がきこえる」     |
| #11  | 「もっとはやく!」          |
| #12  | 「史上最大の追い込み」     |
| #13  | 「輝ける鉄路にのって」     |

## 番組終了後
鉄道チャンネルで、野月貴弘の鉄道ジオラマ帝国という単発番組が、放送された。